# Gunnar Berge
Gunnar Berge (født 29. august 1940 i Etne) er en norsk politiker (Ap) og tidligere minister. 
Berge var lokalpolitiker i Stavanger fra 1963. Han var valgt til Stortinget for Rogaland fra 1969 til 1993. Han var finansminister 1986–1989 og kommunalminister 1992–1996. Han var parlamentarisk leder for Arbeiderpartiets stortingsgruppe 1990–1992.
Berge var industriarbejder fra 1957 til 1964. Han har været medlem af Den Norske Nobelkomite siden 1997 og formand fra 2000 til 2002. 
Berge blev ansat som oliedirektør i 1990, men tiltrådte ikke stillingen før ved årsskiftet 1997, fordi han var stortingsrepræsentant og kommunal- og arbejdsminister. Den 26. juni 2007 annoncerede han, at han gik af som oliedirektør for at blive bestyrelsesformand i det statsejede olieselskab Petoro.

## Ekstern henvisning
- Stortinget.no – Biografi